# Myrsine lehmannii
Myrsine lehmannii är en viveväxtart som först beskrevs av Paul Carpenter Standley, och fick sitt nu gällande namn av J.J. Pipoly. Myrsine lehmannii ingår i släktet Myrsine och familjen viveväxter. Inga underarter finns listade i Catalogue of Life.